# Toxorhina suttoni
Toxorhina suttoni là một loài ruồi trong họ Limoniidae. Chúng phân bố ở miền Australasia.